# 比拉 (切梅里夫齊區)
48°54′28″N 26°28′40″E / 48.90778°N 26.47778°E

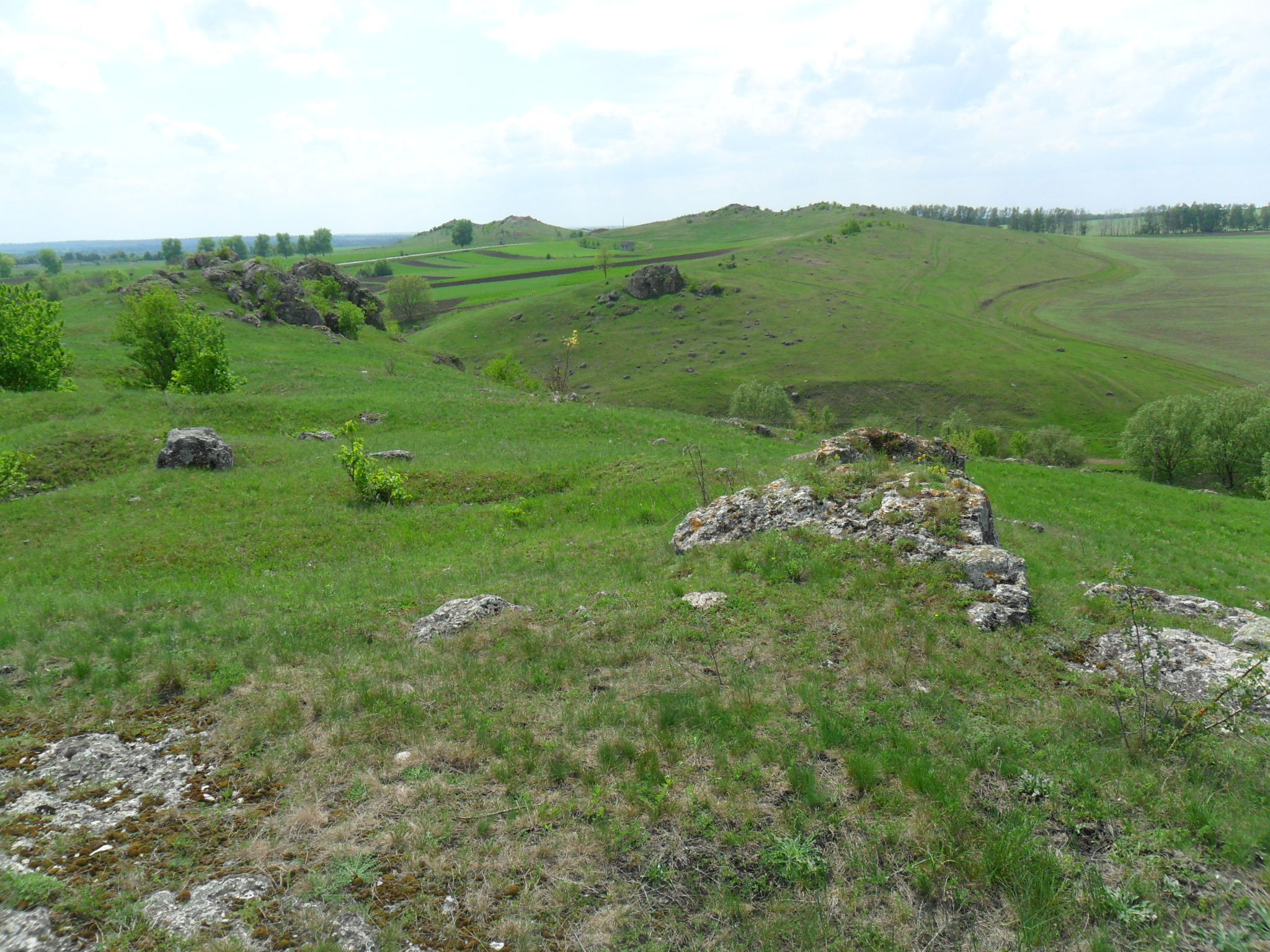

比拉（烏克蘭語：Біла）是位於烏克蘭西部赫梅利尼茨基州裏卡緬涅茨-波多利斯基區的村莊，處於巴季若克河畔，始建於1493年，面積3.59平方公里，海拔高度261米，2001年人口1,496。